# Adalbert Hock
Adalbert Wilhelm Hock (* 19. Mai 1866 in Aschaffenburg; † 18. Januar 1949 ebenda) war ein deutscher Heimat-, Porträt- und Kirchenmaler mit Wirkungsschwerpunkt am bayerischen Untermain.

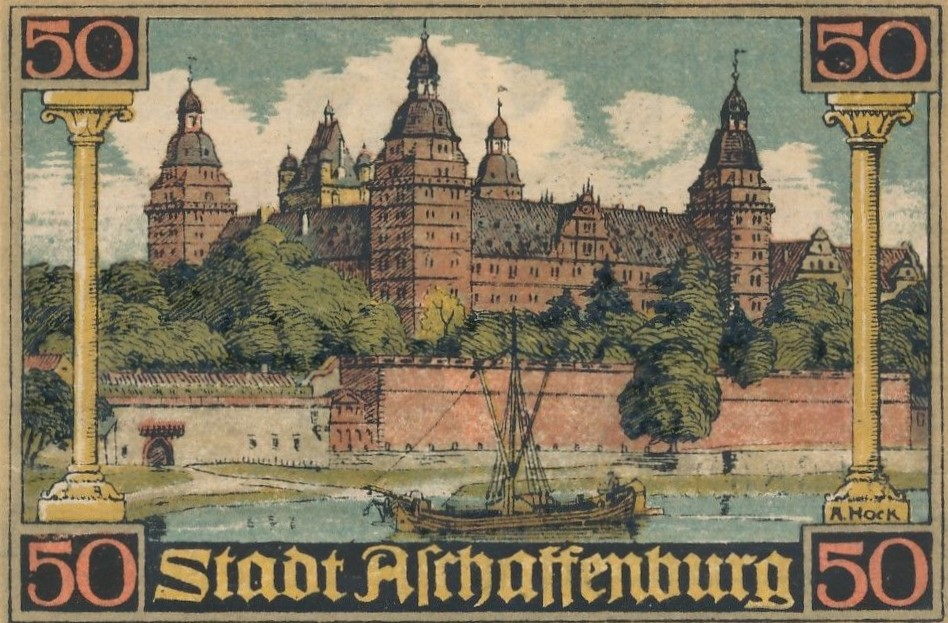
Adalbert Hock: Schloss Johannisburg (Notgeldschein, Aschaffenburg 1921)

## Leben und Wirken
Ein Teil von Adalbert Hocks Vorfahren war nach dem Dreißigjährigen Krieg von Maastricht an den Untermain gezogen. Die Familie bewohnte in Aschaffenburg das Anwesen Brennofengasse 4, den früheren Stadthof des Benediktinerinnenklosters Schmerlenbach am Heißen Stein.  Als zweitältester Sohn von elf Geschwistern war Adalbert Hock eigentlich für die Übernahme des Tünchnergeschäfts seines Vaters vorgesehen. Bald erkannte man allerdings sein über das Handwerkliche hinausgehende künstlerische Talent, worauf man ihm 1883 bis 1891 den Besuch der gewerblichen Fortbildungsschule für dekorative Malerei in München ermöglichte. Anschließend schrieb er sich an der Königlichen Akademie der Bildenden Künste bei Professor Karl Raupp ein. Noch unter dem Studium begann er 1893 mit der Porträtmalerei. Aufwändige Auftragsarbeiten brachten ihm viel Anerkennung; mit seinen Beiträgen zu Landesausstellungen gewann er Bayerische Staatspreise.
Nach fünf Semestern Studium ließ er sich in seiner Heimatstadt nieder und heiratete 1894 Sophie Theresie Anna Hartmann (1871–1910), die ältere Schwester des späteren Schriftstellers und Historikers Guido Hartmann. Aus seiner Ehe gingen vier Kinder hervor: Anna Katharina (1895–1970), Katharina-Elisabeth Maria (die spätere Bildhauerin Kathi Hock, 1896–1979), Rudolf Eugen Heinrich (1901–1945) und Margaretha Sophie (Gretl Hock, 1903–1998). 1907 ließ er auf dem Anwesen Herrleinstraße 3 in Aschaffenburg sein großzügiges Wohn- und Ateliergebäude errichten.
Wegen seines naturalistischen Malstils  gilt er als „Chronist mit dem Pinsel“. In der kirchlichen Kunst schuf er überwiegend im westlichen Unterfranken Altar-, Decken- und Wandgemälde. Aber auch der Fünzig-Pfennig-Schein des nach dem Ersten Weltkrieg gedruckten Aschaffenburger Notgeldes wurde nach seinem Entwurf mit einer Ansicht des Schlosses Johannisburg gestaltet. Fast vierzig Jahre lang restaurierte er die Wandmalereien im Aschaffenburger Pompejanum.

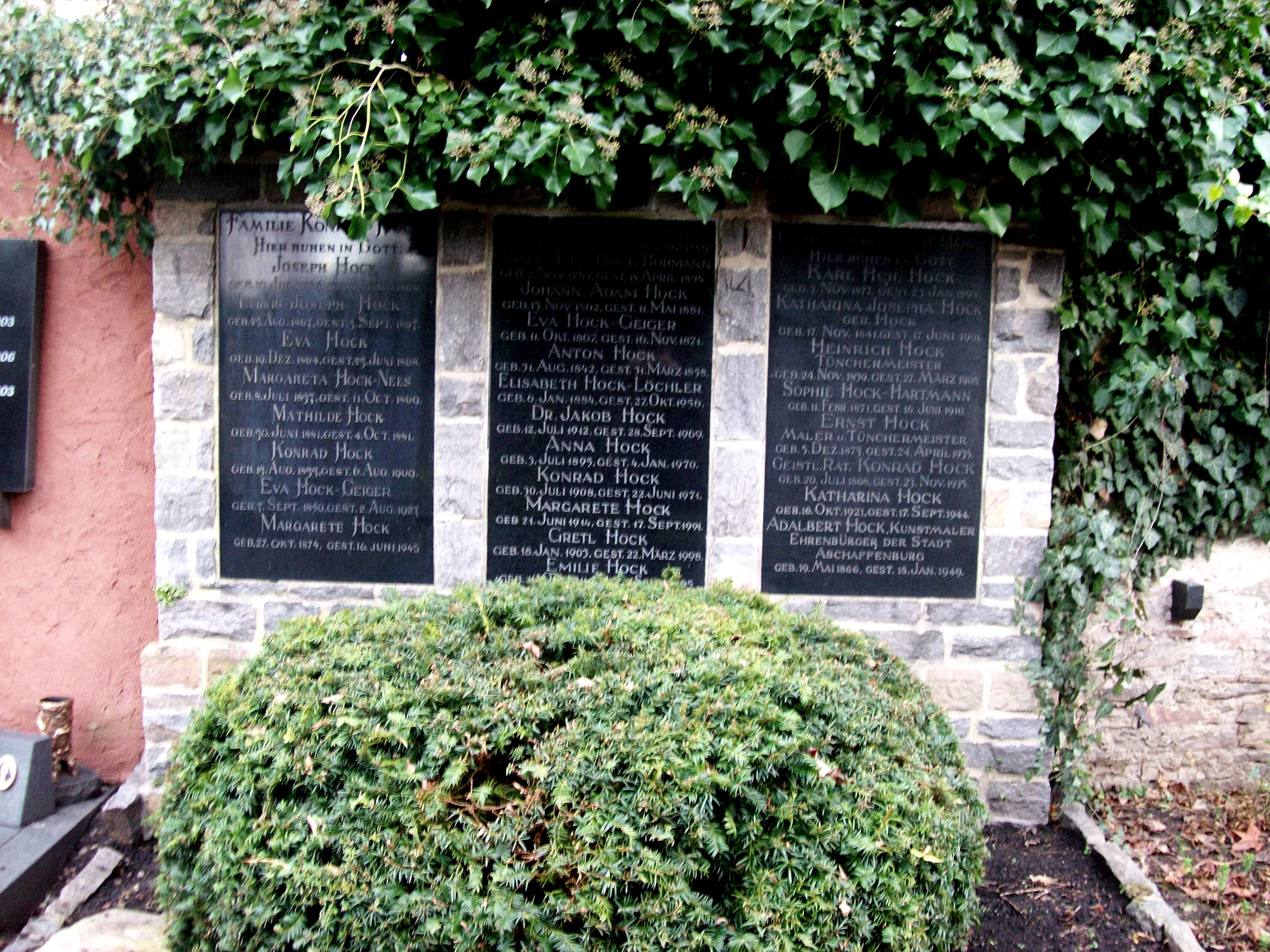
Grabstätte der Familie Hock auf dem Altstadtfriedhof in Aschaffenburg

Hock starb im Januar 1949 an Lungenentzündung. Er wurde in der Grabstätte der Familie Hock auf dem Aschaffenburger Altstadtfriedhof beerdigt.
Im Frühjahr 1983 übergab Gretl Hock, Adalbert Hocks jüngste und ihn am längsten überlebende Tochter, dem Stadt- und Stiftsarchiv Aschaffenburg einen Teilnachlass ihres Vaters mit Gemälden, Zeichnungen, Fotografien, Briefen, Aufzeichnungen, Dokumenten und Skizzenbüchern, um damit eine Dokumentation zu dessen 120. Geburtstag auszustatten und die wissenschaftliche Aufarbeitung seines Werkes zu ermöglichen.

## Werke (Auswahl)
- Jägerkaserne, Aschaffenburg: Wandmalereien im ehemaligen Offizierskasino (1898)
- Klosterkirche, Schmerlenbach: Restaurierung des Kircheninnenraums (1898–1901)
- Villa Ludwigshöhe, Edenkoben: Pompejanische Wandmalereien im Speisesaal (1899)
- Katholische Pfarrkirche Sankt Norbertus, Waldbrunn (Unterfranken): Heiligenbilder (1901)
- Katholische Pfarrkirche Sankt Stephanus, Oberbessenbach: Kreuzweg (1904)
- Katholische Pfarrkirche St. Peter und Paul, Großostheim: Fresko Himmelfahrt Mariens (1909)
- Kapuzinerkirche St. Elisabeth, Aschaffenburg: Altarblatt des Antlitz-Christi-Altars mit der Hl. Veronika (1910/11)
- Sandkirche, Aschaffenburg: Kreuzweg (1933)

## Ehrungen
- 1947: Ehrenbürger der Stadt Aschaffenburg